# Zoot Allures
Zoot Allures es un álbum del músico y compositor Frank Zappa. Fue su único lanzamiento para el sello discográfico Warner Bros. Records. Debido a un juicio con su ex mánager Herb Cohen, el contrato de Zappa con DiscReet Records se trasladó a Warner.

## Lista de canciones
- Todas las canciones compuestas por Frank Zappa, excepto donde se indique lo contrario.

### Cara A
1. "Wind Up Workin' in a Gas Station" – 2:29
2. "Black Napkins" – 4:15
3. "The Torture Never Stops" – 9:45
4. "Ms. Pinky" – 3:40

### cara B
1. "Find Her Finer" – 4:07
2. "Friendly Little Finger" – 4:17
3. "Wonderful Wino" (Simmons, Zappa) – 3:38
4. "Zoot Allures" – 4:12
5. "Disco Boy" – 5:11

## Ediciones
| País                  | Fecha                 | Discográfica    | Formato | N.º de catálogo |
| --------------------- | --------------------- | --------------- | ------- | --------------- |
| Estados Unidos Canadá | 20 de octubre de 1976 | Warner Brothers | LP      | BS 2970         |
| Reino Unido           | Diciembre de 1976     | Warner Brothers | LP      | K 56298         |
| Estados Unidos        | Mayo de 1990          | Rykodisc        | CD      | RCD 10160       |
| Reino Unido           | Mayo de 1990          | Zappa Records   | CD      | CDZAP22         |
| Estados Unidos        | 2 de mayo de 1995     | Rykodisc        | CD      | RCD 10523       |

### Edición en CD de Rykodisc
Zoot Allures en CD, lanzado por Rykodisc, contiene mezclas distintas al original.

## Personal

### Músicos
- Frank Zappa – sintetizador (1, 4, 5, 9), bajo (1, 3-7, 9), guitarra, teclados (3, 5, 7, 9), voz (1, 3, 4, 5, 7, 9)
- Terry Bozzio – batería, coros (5, 9)
- Davey Moiré – voz (1), coros (1, 9), ingeniero
- Andre Lewis – órgano  (2), voz(2), coros (5, 9)
- Roy Estrada – bajo (2), voz (2), coros (2, 4, 5, 9)
- Napoleon Murphy Brock – saxofón y vocals (2)
- Ruth Underwood – sintetizador (4, 7), marimba (6, 8)
- Captain Beefheart – armónica (5) (aparece en los créditos como "Donnie Vliet")
- Ruben Ladrón de Guevara – coros (5)
- Dave Parlato – bajo (8)
- Lu Ann Neil – arpa (8)
- Sparky Parker – coros (9)

### Personal técnico
- Arnie Acosta – masterización
- Amy Bernstein – diseño artístico
- Michael Braunstein – ingeniería
- Gary Heery – fotografía
- Cal Schenkel – diseño
- Bob Stone – remasterización digital

## Puesto en listas
Álbum - Billboard (Estados Unidos)
| Año  | Lista          | Posición |
| ---- | -------------- | -------- |
| 1976 | Álbumes de pop | 61       |